# Walter Baade
Wilhelm Heinrich Walter Baade (n. 24 martie 1893, la Preußisch Oldendorf -  m. 25 iunie 1960 la Göttingen) a fost un astronom german, care a emigrat în Statele Unite ale Americii în 1931.

## Biografie
| Asteroizi descoperiți: 10 | Asteroizi descoperiți: 10 |
| ------------------------- | ------------------------- |
| 930 Westphalia            | 10 martie 1920            |
| 934 Thüringia             | 15 august 1920            |
| 944 Hidalgo               | 31 octombrie 1920         |
| 966 Muschi                | 9 noiembrie 1921          |
| 967 Helionape             | 9 noiembrie 1921          |
| 1036 Ganymed              | 23 octombrie 1924         |
| 1103 Sequoia              | 9 noiembrie 1928          |
| 1566 Icarus               | 27 iunie 1949             |
| 5656 Oldfield             | 8 octombrie 1920          |
| 7448 Pöllath              | 14 ianuarie 1948          |

Cu Fritz Zwicky, Walter Baade a avut pentru prima dată ideea că supernovele pot crea stele neutronice.
În al Doilea Război Mondial, a profitat de blackout-ul care reducea poluarea luminoasă la observatorul Mount Wilson pentru a observa centrul galaxiei Andromeda și să o rezolve în stele. Aceate observații l-au condus la definirea populațiilor stelare.
A descoperit și existența a două tipuri de cefeide. Această descoperire l-a condus la recalcularea taliei Universului cunoscut, dublând precedenta evaluare făcută de Hubble în 1929. A identificat și nebuloasa Crabului ca fiind un remanent al supernovei din 1054, căreia i-a identificat părțile optice și radio.
A descoperit și 10 asteroizi, printre care  944 Hidalgo și 1566 Icarus, un asteroid cu orbită foarte excentrică punând în evidență fenomenul de precesie a periastrului, prezis de relativitatea generală, precum și asteroidul din familia Amor, 1036 Ganymed.

## Distincții și recompense
Recompense
- Medalia de Aur a Royal Astronomical Society (1954)
- Medalia Bruce (1955)
- Henry Norris Russell Lectureship al American Astronomical Society (1958)

Eponime
- Asteroidul 1501 Baade
- Craterul Baade pe Lună
- Vallis Baade, un vallis (vale) pe Lună
- Unul din cele două telescoape Magellan